# 鬼が笑う (映画)
『鬼が笑う』は、2022年6月17日に公開された日本映画。監督の三野龍一と脚本の三野和比古の兄弟による映画制作ユニット「Mino Bros.」の長編映画第2弾。
家族を守るために父親を殺害した石川一馬が勤務先のスクラップ工場で起きた外国人労働者に対する陰湿ないじめを目の当たりにし、わき目も振らずにいじめられている外国人労働者を助けるために傲慢な経営者たちに立ち向かう中国人労働者を見て、忘れかけていた怒りと未来への希望を宿すさまを描く。

## 製作
映画公開前のイベントで監督の三野龍一は「もともと外国人労働者について描きたいと思ったわけではない。僕自身、何故人は差別やいじめをするのが分からなくて、何故人と人を比較したりするんだろうというのがベースにあった」とした上で「立場や肩書で人を評価するというのが腑に落ちなくて。腑に落ちないからこそ僕たちが客観的に捉えた映像を観てどう思うかを考えていただきたいと思ってこのような設定にした」と外国人労働者を映画に描こうとした理由を語った。
さらに弟で脚本を担当した三野和比古は脚本執筆にあたり、2週間ほど工場でアルバイトをした経験を元に感じた違和感を脚本に落とし込んだという。

## キャスト
- 石川一馬：半田周平[3]
- リュウ・ウェイ：梅田誠弘[3]
- 石川由紀子：赤間麻里子[3]
- 石川修造：坂田聡[3]
- 大友まどか：大谷麻衣[3]
- 石川一馬 (青年期)：中藤契
- 石川まどか (少女期)：大里菜桜
- 桃園誠：木ノ本嶺浩[3]
- 神谷信太郎：鳥居功太郎[3]
- 林：大窪晶[3]
- 瀬川：齋藤博之[3]
- 山田：小池誠徳[3]
- 倉元：月亭太遊[3]
- 西野：堤満美[3]
- 近藤：亀岡園子[3]
- 白川：柴田鷹雄[3]
- 加藤：夢麻呂[3]
- 井上：矢戸一平[3]
- チャン：和田昭也[3]
- グエン：大久保健[3]
- ニコラス：リロイ太郎[3]
- 桃園さくら子：落合亜美[3]
- 大友正樹：小松勇司[3]
- 大友みゆ：池村咲良[3]
- ガラの悪い男：バースデーこうだい[3]
- 女性社員：帆南[3]
- ムーディ勝山（本人）：ムーディ勝山[3][4]
- 松本：岡田義徳[3][5]
- ポイ捨てビジネスマン：三野博幸
- 登山帰りのおばさん：ちろ
- バス乗客の女性：三柴あゆな
- バス乗客の女性：瀬川実穂
- セクシーな女性：結城あい
- 施設受付のおじさん：宮本亮
- 施設食堂のおばさん：三枝翠
- ガラの悪い男：甲田健
- 勧誘される男性：瀧航大
- 商店街の母親：石田優奈
- 商店街の父親：後藤龍馬
- 商店街の娘：細谷優衣
- 新人日雇い労働者：高田みちこりあん
- 労働者：木村和幹
- 労働者：増子光
- 労働者：山田笑李菜
- 居酒屋の店主：林崎倫夫
- 松本の妻：芝本智美
- 松本の息子：大迫芽生

## スタッフ
- 監督・編集：三野龍一
- 脚本：三野和比古
- プロデューサー：三野博幸
- 撮影：金山翔太郎
- 照明：本間光平
- 録音：百々保之
- 美術：TENTEN
- 衣装：中村祐実
- ヘアメイク：小浜田吾央
- 劇伴：沢田ヒロユキ
- 脚本補：望月辰
- 助監督：宮本亮
- 制作：甲田健、奥田順一
- キャスティング/ラインプロデューサー：吉川春菜
- キャスティング協力：甲田健
- スチール撮影：織田桂輔